# Nawada
Nawada (en hindi: नवादा ) es una ciudad de la India, centro administrativo del distrito de Nawada, en el estado de Bihar.

## Geografía
Se encuentra a una altitud de 90 m s. n. m. a 118 km de la capital estatal, Patna, en la zona horaria UTC +5:30.

## Demografía
Según estimación 2011 contaba con una población de 116 586 habitantes.